# Moore und Wälder im Hochsolling, Hellental
Moore und Wälder im Hochsolling, Hellental este o arie protejată (sit de importanță comunitară — SCI) din Germania întinsă pe o suprafață de 1.430 ha, integral pe uscat.

## Localizare
Centrul sitului Moore und Wälder im Hochsolling, Hellental este situat la coordonatele 51°47′03″N 9°34′40″E / 51.7842°N 9.5778°E.

## Înființare
Situl Moore und Wälder im Hochsolling, Hellental a fost declarat sit de importanță comunitară în iunie 2000 pentru a proteja 1 specie de animale.

## Biodiversitate
Situată în ecoregiunea continentală, aria protejată conține 11 habitate naturale: Lacuri și iazuri distrofice naturale, Formațiuni ierboase bogate în specii de Nardus, dezvoltate pe substraturi silicioase în zone montane (și în zone submontane, în Europa continentală), Liziere de ierburi înalte hidrofile de câmpie și de nivel montan până la alpin, Fânețe de joasă altitudine (Alopecurus pratensis, Sanguisorba officinalis), Turbării active, Mlaștini oligotrofe degradate, capabile încă de regenerare naturală, Mlaștini turboase de tranziție și turbării mișcătoare, Păduri de fag Luzulo-Fagetum, Păduri de fag Asperulo-Fagetum, Mlaștini împădurite, Păduri aluvionare cu Alnus glutinosa și Fraxinus excelsior (Alno-Padion, Alnion incanae, Salicion albae).
La baza desemnării sitului se află o specie protejată de  mamifere: liliac comun (Myotis myotis).
Pe lângă speciile protejate, pe teritoriul sitului au mai fost identificate 4 specii de plante, 1 specie de mamifere.